# 朝日遺跡

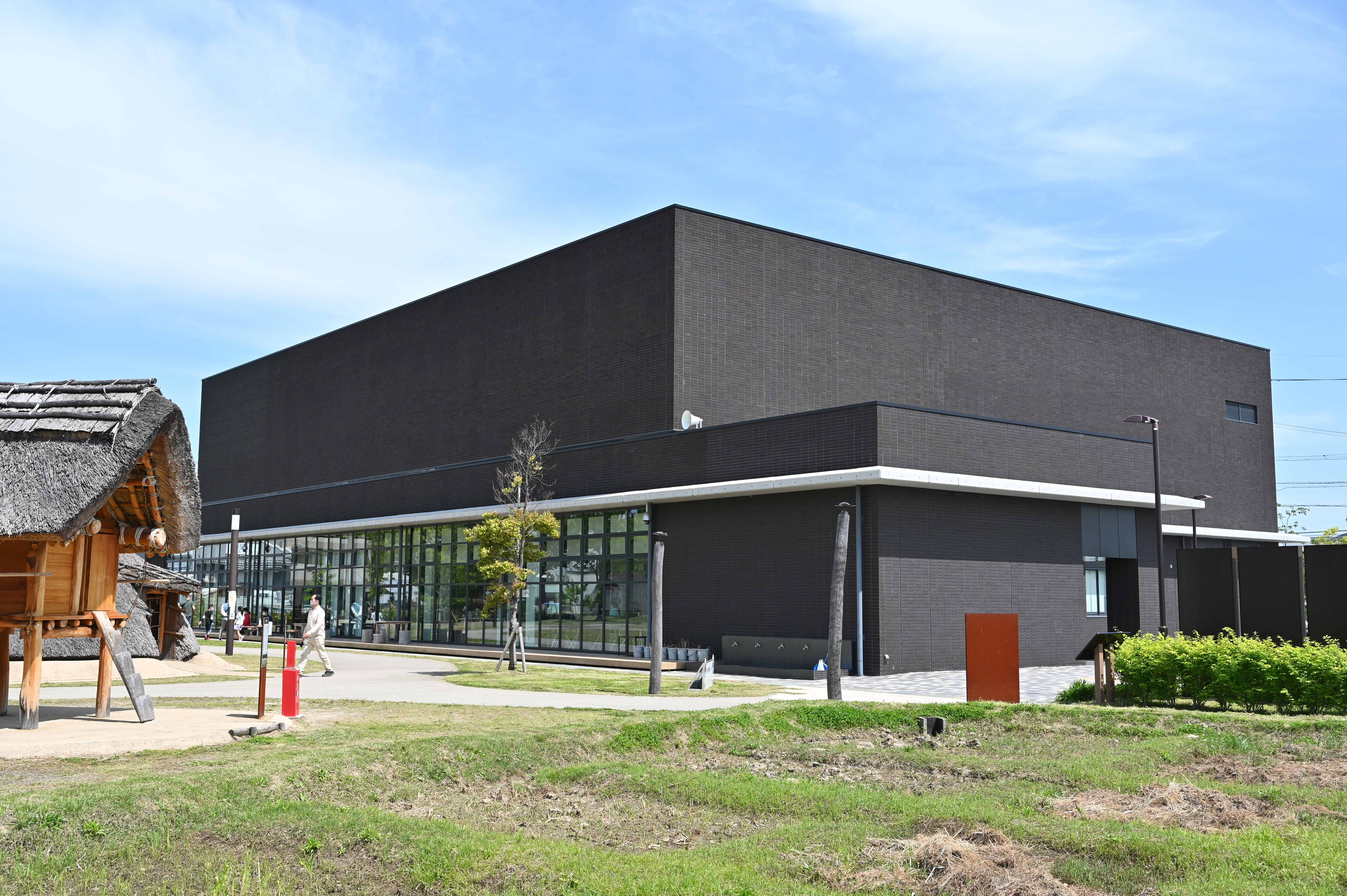
あいち朝日遺跡ミュージアム(愛知県清須市)

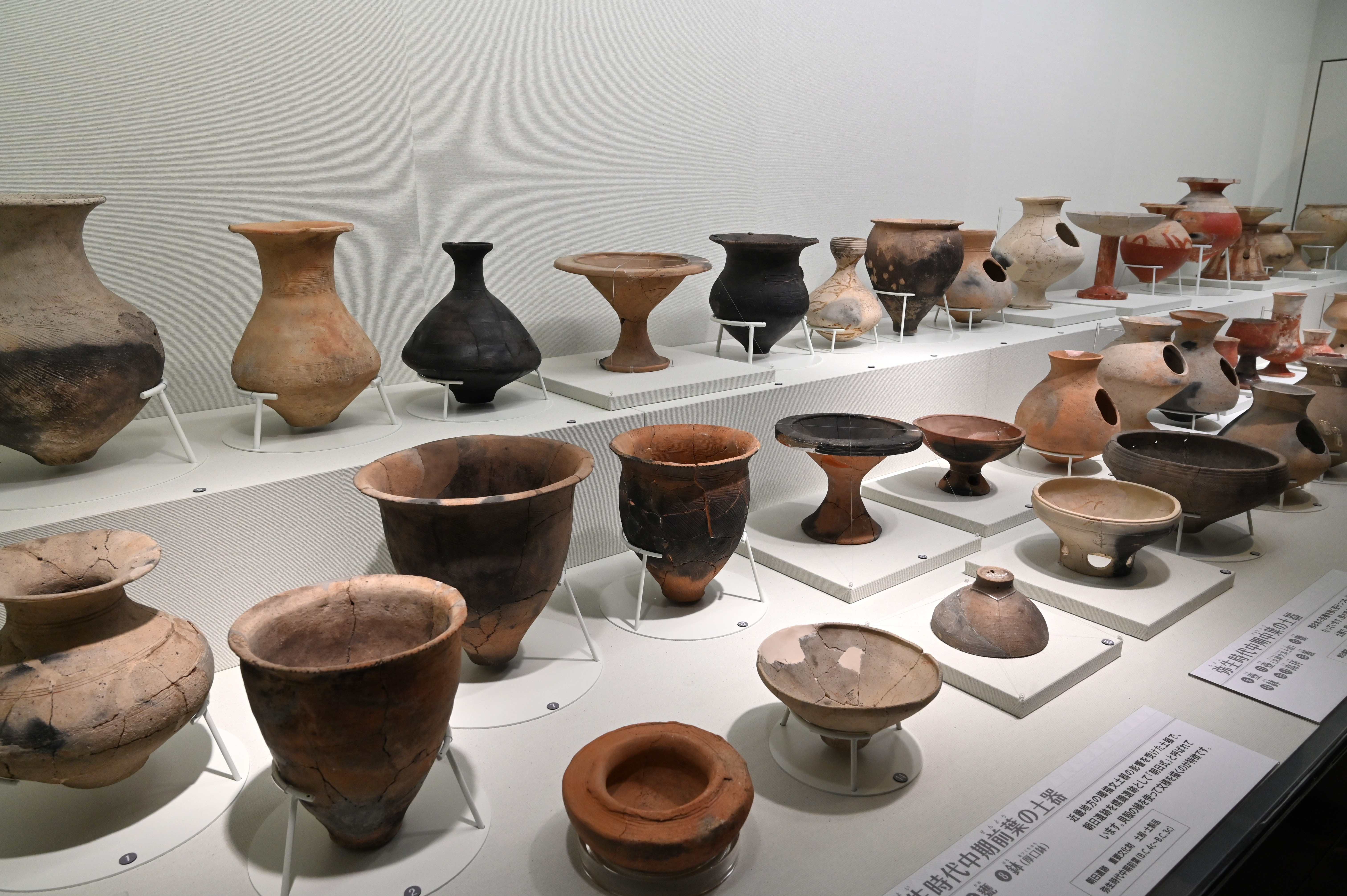
あいち朝日遺跡ミュージアムで展示されている出土品（重要文化財）。

朝日遺跡（あさひいせき）は、愛知県清須市から名古屋市西区にまたがる縄文時代から江戸時代にかけての複合遺跡。特に弥生時代の集落跡は日本最大級の環濠集落として知られる。貝殻山貝塚地点を含む約10000平方メートルが国の史跡に指定されている。
範囲は東西1400メートル×南北800メートル、推定面積80～100万平方メートルに及び、全国でも有数の規模をもつ。最盛期の人口は約1,000人であったと推定される。

## 概要
1929年（昭和4年）に当遺跡範囲の一画に位置する貝殻山貝塚を、津島高等女学校教諭の加藤務が発掘調査し、弥生時代の貝塚であることが知られるようになった。その後、昭和20年代（1945年-1954年）から30年代（1955年-1964年）には、個人の研究者や大学による発掘調査が個別に行われるようになった。1971年（昭和46年）には貝塚の史跡指定などもされている。
その後、名古屋環状2号線（国道302号）および清洲ジャンクションの建設工事が開始された1972年（昭和47年）から、区域を広げ大規模な発掘が行われ、道路計画に変更を行うなど、周辺の街づくりと連動させつつ、発掘調査が実施されている。
発掘は、年次によって筆頭者（実施主体）が異なるが、愛知県教育委員会、財団法人愛知県教育サービスセンター埋蔵文化財調査部、愛知県埋蔵文化財センター（公益財団法人愛知県教育・スポーツ振興財団）が、愛知県埋蔵文化財調査センター、建設省愛知国道工事事務所、日本道路公団名古屋建設局、現地の教育委員会（名古屋市教育委員会、清洲町教育委員会（現在の清須市教育委員会））等の協力を得て実施されている。

## 遺跡の概要
縄文時代後期に地形が形成され、弥生時代前期から古墳時代前期（紀元前6世紀～紀元後4世紀頃）まで営まれた全国でも有数の大規模集落遺跡である。戦乱の弥生時代をイメージさせる遺跡としても注目され、集落間の闘争の歴史と住民の生活の変化とその状況の両方を知ることができる。特に弥生時代中期は、他の集落の住民の襲撃に備え、強固な防御施設を建設していることがわかる。それは、環濠、柵列、逆茂木、乱杭などで、集落を二重、三重に囲む強固なものであった。これらは、弥生時代のものとしては日本で初めて発掘されている。これらの防御施設の発見で、集落が城塞的な姿であったことが分かり、それまでの牧歌的な弥生時代のイメージを「戦乱の時代」へと大きく変える根拠になった。また、四方に溝を掘り土を盛った方形の墓制（方形周溝墓跡）も発見されており、300基以上も見つかっている。最大のもので、一辺が30ｍ以上もあり、弥生時代中期としては、全国でも最大級の規模である。

### 主な遺構
弥生時代の環濠集落の生活設備とその防護設備（環濠、逆茂木、乱杭、竪穴建物、井戸、方形周溝墓、貝塚）弥生時代のヤナ遺構、水田遺構等の生産設備遺構ほか 

### 主な出土品
弥生土器、石器、骨角製品、玉類、銅鐸、木製農具、都市型昆虫・寄生虫ほか

### 位置づけ
1971年（昭和46年）、貝殻山貝塚地点を含む約10,000平方メートルが国の史跡に指定された。朝日遺跡全体の出土遺物の多くはあいち朝日遺跡ミュージアム（旧・貝殻山貝塚資料館）で展示されている。かつては、新川町立新川体育会館（後の清須市新川体育館、現在は閉館の後清須市役所駐車場となっている）でも展示されていた。2012年（平成24年）には出土品一式が国の重要文化財に指定された。
遺跡の現状遺跡の中心部を名古屋第二環状自動車道や国道302号（名古屋環状2号線）、国道22号（名岐バイパス）、名古屋高速道路等が通過しており、貝殻山貝塚と検見塚以外、往時の面影はほとんどない。吉野ケ里遺跡や登呂遺跡にも匹敵する重要な遺跡でありながら、保存が図られなかった非常に稀有な遺跡である。

## 遺跡の変遷

### 縄文時代
縄文中期末の土器、晩期前半の土器片が出土している。後期前葉にドングリ貯蔵穴が設けられた。

### 弥生時代

#### 前期
貝殻山貝塚（国の史跡）や二反地貝塚、検見塚（県指定史跡、貝塚）などを中心にして環濠集落が営まれるが、当初から環濠が巡っていたのかどうかはわからない。
貝殻山貝塚の南で実施された1995年（平成7年）・1996年（平成8年）の調査では伊勢湾周辺地域で最古段階の遠賀川系土器と最終末段階の突帯文系土器が共伴した。
朝日遺跡の場合、縄文時代の貝塚とは違い、貝層の多くは集落を囲む環濠内に形成される。

#### 中期
中期前葉には、東西にのびる谷に沿う南北の微高地に居住域と墓域が形成され、大まかには、南北に居住域、東西に墓域という配置をとるが、東西の墓域は順調に拡大して中期後半には南北居住域の周囲を取り巻くほどに成長する。中期前半には南北居住域とも大溝で外縁が区画され、南居住域は内部が大溝で区画されるだけでなく、溝や柵でさらに小さく区切られていたようだ。
中期前半の東墓域では方形周溝墓のほとんどが四隅切れ（A4型）でかつ中心埋葬が木棺1基で小口板のピットを残す例が多く、土坑墓や土器棺墓はほとんど伴わない。また、継続して超大型方形周溝墓が造営され、その周りを中小規模の方形周溝墓が取り囲む集塊状の墓域形成が認められる。いっぽう西墓域では、小規模なものやA4型以外の平面形が目立ち、墓域の一角には土坑墓群や土器棺墓も伴うというように、対照的な姿をみせている。
玉作工房は、（1）東墓域の北部、（2）北居住域南縁の別区、（3）北居住域内部の3ヶ所で見つかり、（1）・（2）は中期前葉に属し、（3）は中期前葉から中葉まで幅がある。（1）は谷を挟んで南北に少なくとも2つの工房があり、墓域の動向からみて南から北へ移動している可能性が高いが、北の工房域の範囲は100mほどと広い。菱環鈕式銅鐸の石製鋳型はこの北工房域外縁の土坑から出土した。そして、北居住域が環濠で囲まれたことにあわせて（2）や（3）の工房が営まれ、最後には（3）で終末を迎えたとすると、操業規模は大幅に縮小したことになる。
中期後半には再度北居住域を囲むように3～4条の環濠が巡り、谷にかかる部分には柵・逆茂木（さかもぎ）・乱杭などの強固なバリケードが設けられる。柵は二列で、下部に逆茂木が伴う厳重な構造であるが、中期後葉（凹線紋系土器期）に崩壊した。
中央の谷にはマガキを主とする大規模な貝層が形成される。中期後葉にはハマグリを主とする貝層になる。
朝日遺跡の変遷を考える上で無視できないのが、中期後葉の変化である。竪穴建物は円形が消滅してすべて方形・長方形・胴張り長方形になる。方形周溝墓は四隅切れ（A4型）が消滅して一か所切れ（A1型）となり、土器棺を含む複数の埋葬施設を伴い、周溝には供献土器以外の廃棄を伴う例が出現する。とりわけ、特徴的なのが東墓域に人々が住み始めただけでなく、それ以前の方形周溝墓を無視して新たに方形周溝墓を造営する点であり、ここに朝日遺跡の〈歴史的な終焉〉をみることができる。逆に中期後葉は、新たな歴史の始まりといえる。
史跡としては、検見塚があり、弥生時代中・後期の土器・勾玉などが出土している。

#### 後期
南北の居住域はそれぞれ1～2条の環濠で囲まれる（北環濠集落・南環濠集落）が、北環濠集落の東側は中期後半の環濠を再掘削して水路が設けられ、環濠に隣接する1条にヤナ遺構が設置されていた。
墓域は南北の環濠集落それぞれを囲むように営まれる。埋葬施設からガラス小玉が出土するのもこの時期からだが、装身具ではなかったようだ。壺棺には高坏を蓋にするものがあり、日本海側地域との共通性が認められる。
銅鏃や鉄器（斧）が出土し、銅滴が出土した北環濠集落では青銅器が作られた可能性が高い。南環濠集落の南縁では環濠掘削以前に銅鐸が埋納された。

### 古墳時代以降
古墳前期の竪穴建物には完全に埋没せず、長期にわたって窪地状になっていたものがあり、ほとんどが廻間III式期から松河戸I式期に属す。朝日遺跡最後の閑散とした状況を髣髴とさせる。
その後は5世紀代の円墳が造られる。貝殻山貝塚資料館内のマウンドは、円墳の可能性が指摘されている。6世紀以後は湿地化して、鎌倉時代には方形土坑群が展開する墓地となる。

## 発掘調査および文化財指定の歴史[19]
1929年（昭和4年）11月～12月頃、加藤務（津島高等女学校教諭）により貝殻山貝塚を発掘。12月18日に名古屋新聞紙上に発掘調査結果を発表。
1929年（昭和4年）12月24日、鳥居龍蔵（東京帝国大学博士）が、貝殻山貝塚と近隣の検見塚を発掘。その結果、弥生時代の遺跡であることが明らかになる。博士はこの2つの貝塚について「貝塚の上が古墳になっている」と、古墳説を展開（検見塚については、今も古墳説が唱えられる）。
戦後、貝殻山貝塚周辺の貝塚や集落跡の調査が盛んになり、「朝日遺跡群」と呼ばれるようになる。
貝殻山貝塚以外に、1960年（昭和35年）に吉田富夫が竹村遺跡（竹村貝塚）を調査、1964年（昭和39年）に久永春男が、二反地貝塚（貝殻山貝塚北）を調査、1965年（昭和40年）愛知工業高校が、寅ヶ島第二貝塚を調査している。
1971年（昭和46年）、貝殻山貝塚周辺の約1ヘクタールが国の史跡に指定され保存された。
名古屋環状2号線（国道302号）・東名阪自動車道（現在の名古屋第二環状自動車道）の建設に伴って遺跡調査が始まり、それまで「朝日遺跡群」と呼ばれていた当遺跡が、ひとつの大集落としての朝日遺跡と呼ばれることとなった。
1995年（平成7年）・1996年（平成8年）の貝殻山貝塚南側の発掘調査により最古段階の弥生土器（遠賀川系土器）が出土した。
現在も発掘調査は進められている。特に、名古屋市市営住宅の建て替えに関連した調査が行われている。
2012年（平成24年）9月6日付けで出土品2,028点が国の重要文化財に指定された。それを受けて2013年（平成25年）3月20日より同年5月19日まで、愛知県と清須市が合同で、貝殻山貝塚資料館での出土品展示会、市内各施設での講演会、スタンプラリーなどを実施した。

## 主な遺構
- 松菊里（ソングンニ、しょうきくり）型住居[15]
  - 韓国忠清南道の検丹里（コムタンニ）・松菊里（ソングンニ）遺跡で検出された住居跡と同じ造りであることからこう呼ばれる[15]。
- 玉作工房跡[21]
- 大型方形周溝墓[22]
- 柵、逆茂木（さかもぎ）、乱杭
  - 環濠が掘れない谷の部分に設けられた防御施設。
- 貝層[23]
- ヤナ遺構[16]
- 銅鐸埋納遺構[24]
- 南北の周囲に水田遺構等の生産域[25]
- 貝殻山貝塚（清須市・国の史跡）
  - 資料館敷地内に遺構が現存。弥生初期の遺構。一時期、貝塚の上に古墳があるとする説が唱えられた。
- 検見塚（清須市・県指定史跡）
  - 名古屋第二環状自動車道・名古屋高速6号清須線「清洲ジャンクション」内（朝日南西交差点の南西側）に遺構が現存。弥生時代中・後期の土器・勾玉などが中心に出土した。出土品と形状から「貝塚である」とする説と、付近からは埴輪片や周溝と思われる溝が検出されているため「はじめは貝塚であったが弥生後期にその上に円墳が作られた」とする説など諸説がある。

## 主な出土品
- 弥生土器
  - 円窓付土器、パレス・スタイル土器など。
  - 石製品石鏃、磨製石斧、勾玉、管玉、石棒[26]など。
- 銅鐸[27]
  - 最古型式である菱環鈕式銅鐸の石製鋳型の破片。弥生時代中期初め。銅鐸の分布は近畿・山陰地方が主である。
- 金属製品
  - 巴形銅器など。
- 骨角牙貝製品
  - 狩漁具、装身具など。
- 木製品
  - 農耕具など。

## 防御性集落に関する異論
朝日遺跡は、集落外縁部に幾重にも廻らされた環濠のほか、逆茂木（さかもぎ）・乱杭（らんぐい）と呼ばれる伐木を突き立てた遺構の存在を根拠として、戦乱が多発した弥生時代の東海地方における代表的な防御性環濠集落と見なされてきたが、当遺跡に対するこれらの評価については疑問も提示されている。
当遺跡の発掘調査に直接携わってきた名古屋経済大学教授の赤塚次郎（元愛知県埋蔵文化財センター副センター長）は、いわゆる「逆茂木・乱杭」が検出された地点について、北環濠集落と南環壕集落の間を東西に区切る「谷A」と呼ばれる谷地形の北集落側の斜面のみに限られ、あたかも南集落に対峙するような位置に構築されているが、長期にわたり併存してきた南北の集落に部族・集団的な対立や闘争があったとは考えにくいとして防御遺構と見なすことに疑問を示した。
またこれらの「逆茂木・乱杭」は、弥生中期後半末に発生した大洪水による厚い砂層に埋没しており、中期後半のごく短期間しか存在しておらず、同じく戦闘激化の根拠とされる大型化した打製石鏃の存続期間（弥生中期中葉）と一致しないことなどから、もともと戦乱に関わる遺構ではなく、洪水対策施設ではないかとした。赤塚は同県一宮市の猫島遺跡の環濠についても洪水対策を目的とした輪中的施設と位置付けており、朝日遺跡の「逆茂木・乱杭」から導かれた、弥生時代当時の尾張地域がムラ同士の戦いに明け暮れていたとするイメージを「逆茂木幻想」と呼び批判的に再検証している。

## 展示

### 現地資料館：あいち朝日遺跡ミュージアム（愛知県立）
- 住所：愛知県清須市朝日貝塚1
- 交通手段：JR東海交通事業城北線尾張星の宮駅より徒歩で約10分。
- 展示物等：朝日遺跡出土品（本体、写真）、朝日遺跡発掘調査報告書・写真、竪穴建物（復元）、貝塚（遺構・国の史跡）。

#### 本館
2020年（令和2年）11月22日に開業した考古博物館で、基本（常設）展示室、企画展示室、研修室等がある。貝殻山貝塚交流館、史跡公園とともに一体整備されている。

#### 別館「史跡貝殻山貝塚交流館（旧愛知県清洲貝殻山貝塚資料館）」
1975年に開設。年間来館者数は数千から1万人であった。資料館は平屋建て約480m2と狭く、建物が老朽化していることから再整備を行い、2020年（令和2年）11月22日に「あいち朝日遺跡ミュージアム」の別館として再開した。史跡公園のガイダンス施設として運営されており、館内では方形周溝墓や人骨などの出土品や文献等が展示されている。

### その他
- 愛知県朝日遺跡戦闘復元模型：弥生時代中期（国立歴史民俗博物館）

## 公式キャラクター

### アカとクロ
2016年2月29日に愛知県教育委員会が発行した「朝日遺跡ガイドブック」から案内冊子に掲載されるようになる。
その後、愛知県清州貝殻山貝塚資料館からあいち朝日遺跡ミュージアムにリニューアルした際に朝日遺跡を案内する公式マスコットキャラクターとして、位置づけられた。
アカ（円窓付土器にはまってしまった弥生犬。ちょっと天然）
クロ（アカ同じく円窓付土器にはまってしまった縄文犬。クールで静かな性格）

### カネツクリのアサヒくん（2006年度報告書限定）
2006年（平成18年）に発行された愛知県埋蔵文化センター発行の「発掘調査報告書（DVD版）」の付録（カネツクリのアサヒくん～夜明けの赤鬼大作戦～）として所収。原作は、遺跡の研究員、陰山誠一。大橋よしひこが作画した（大橋よしひこサイト）。